# Kamienica przy ulicy Warszawskiej 57 w Katowicach
Kamienica przy ulicy Warszawskiej 57 w Katowicach – zabytkowa narożna kamienica mieszkalno-handlowa, położona przy ulicy Warszawskiej 57 (róg z ulicą F. Lubeckiego-Druckiego) w Katowicach, na obszarze dzielnicy Śródmieście. Została wzniesiona w 1937 w stylu funkcjonalistycznym. 

## Historia
Kamienicę oddano do użytku w 1937 roku jako dom czynszowy Augustyna Łabusia, a jej projekt opracował w 1935 roku architekt Tadeusz Kozłowski. 14 listopada 1994 roku została wpisana do rejestru zabytków nieruchomych województwa katowickiego pod numerem A/1549/94 (obecnie A/1221/23). W lipcu 2023 roku w systemie REGON zarejestrowanych było 5 aktywnych podmiotów gospodarczych różnych branż z siedzibą przy ulicy Warszawskiej 57.

## Charakterystyka
Kamienica mieszkalno-handlowa położona jest przy ulicy Warszawskiej 57 (róg z ulicą F. Lubeckiego-Druckiego) w Katowicach, na obszarze dzielnicy Śródmieście i usytuowana jest w narożnej działce zwartej pierzei zabudowy. 
Jest to budynek murowany z cegły i żelbetu, powstały na planie odwróconej litery „L”, zwieńczony płaskim dachem krytym papą. Powierzchnia zabudowy budynku wynosi 287 m². Liczy on 6 kondygnacji nadziemnych i 1 podziemną.
Kamienica reprezentuje styl funkcjonalistyczny. Elewacja główna (od strony ulicy Warszawskiej) jest czteroosiowa, a boczna (od strony ulicy F. Druckiego-Lubieckiego) pięcioosiowa, kryta tynkiem szlachetnym gładkim. Skrajna prawa oś elewacji frontowej jest cofnięta, a w uskoku osi skrajnej i pozostałej części fasady znajdują się balkony o balustradach pełnych tynkowanych, które także wbudowano na drugiej i trzeciej kondygnacji elewacji bocznej. Otwory okienne kamienicy mają kształt leżących prostokątów, są trójkwaterowe i nie mają ślemienia.
Posadzka sieni oraz schodów jest lastrykowa, ściany sieni w 1/3 wysokości są w okładzinie z płytek ceramicznych. Schody są dwubiegowe, z oryginalną żelazną balustradą.
Kamienica nie ma bramy przejazdowej ani oficyn.
Budynek prócz ochrony poprzez wpis do rejestru zabytków nieruchomych wpisana jest też do gminnej ewidencji zabytków miasta Katowice.